# Saint-Pierre-de-Trivisy
Saint-Pierre-de-Trivisy è un comune francese di 633 abitanti situato nel dipartimento del Tarn nella regione dell'Occitania.

## Società

### Evoluzione demografica
Abitanti censiti